# Anno 1503: The New World
Anno 1503: The New World (in de Verenigde Staten: 1503 A.D. - in Nederland en België: Anno 1503: De Nieuwe Wereld) is een real-time strategy- en simulatie-computerspel ontwikkeld door het Duitse Sunflowers en het Oostenrijkse Max Design. Het werd uitgegeven door EA Games in 2003. Het spel is de opvolger van Anno 1602 en de voorganger van Anno 1701.
De speler sticht en onderhoudt 16e-eeuwse nederzettingen in de Nieuwe Wereld door de productie van grondstoffen, het drijven van handel, het onderhouden van diplomatieke betrekkingen en het tevreden houden van de inwoners (in het begin met noodzakelijke goederen, zoals voedsel maar later ook met luxe goederen, zoals juwelen).
Ook dient men de nederzetting(en) te beschermen in oorlogssituaties (tegen vijandige spelers, zoals piraten) door het opleiden van soldaten en het produceren van bewapening (zoals verdedigingswerken en kanonnen) voor de nederzettingen en schepen.

## Onderdelen
De speler begint doorgaans met één of meerdere schepen met grondstoffen zoals voedsel, hout en gereedschap aan boord waarmee men een eiland kan koloniseren - dit gebeurt door een pakhuis te bouwen op een van de eilanden. Het is nu mogelijk enkele huizen te bouwen voor de inwoners en gebouwen voor het verkrijgen van grondstoffen en producten. De productie van grondstoffen en goederen speelt een belangrijke rol bij de ontwikkeling en het onderhouden van de nederzetting(en). De bevolking van de nederzetting kan vijf ontwikkelingsniveaus doorlopen. Bij elk niveau veranderen de wensen van de bevolking, evenals de gebouwen die de speler kan bouwen en de producten die hij kan verwerven.
De goederen die men op een eiland kan produceren verschillen per regio (zoals toendra, steppe of oerwoud). Als gevolg van de groei van de nederzetting kan het noodzakelijk worden andere eilanden te koloniseren om exotische goederen te verkrijgen (zoals specerijen) en deze met schepen te vervoeren naar de eigen nederzetting. Ook handel kan een manier zijn om goederen te verkrijgen. Op deze eilanden kunnen ook inheemse volken wonen, zoals Azteken, Eskimo's, Indianen en Mongolen.
Het onderhouden van de betrekkingen met andere volken gebeurt door middel van diplomatie: er kunnen verdragen gesloten worden om zo de eigen positie zeker te stellen. Wanneer dit niet mogelijk is, bij niet welwillende tegenspelers, kan men infanterie trainen, en deze bewapenen met wapens zoals zwaarden, (kruis)bogen en kanonnen. De infanterie kan de nederzetting verdedigen wanneer de tegenspeler aanvalt (evenzo kan men de tegenspeler op zijn eiland(en) aanvallen mocht dat nodig zijn). Naast een bewapend leger kan men de nederzetting(en) verdedigen met verdedigingswerken, zoals forten, een stadsmuur, en wacht- en geschuttorens.

### Bevolking
De bevolking van een nederzetting kan vijf ontwikkelingsniveaus doorlopen, namelijk: Pioniers, Kolonisten, Burgers, Kooplieden en Aristocraten. Per ontwikkelingsniveau hebben de inwoners bepaalde behoeften die steeds verfijnder worden naarmate het niveau stijgt. Sommige van deze behoeften zijn noodzakelijk (zoals voedsel) terwijl anderen dat niet zijn (maar de bevolking is wel gelukkiger wanneer ze beschikbaar zijn). Naast de producten van het huidige niveau hebben de inwoners nog steeds behoefte aan producten van eerdere niveaus. De bevolking heeft ook behoefte aan bepaalde gebouwen, zoals een kerk, een kroeg of school.
Een hoger niveau biedt ook meer mogelijkheden, zoals nieuwe gebouwen en onderzoek. In een nederzetting kunnen inwoners leven van verschillende ontwikkelingsniveaus: als er weinig bouwmateriaal is (of de beschikbaarheid is door de speler beperkt), kunnen enkele huizen uitgebreid worden (en daarmee huisvesting bieden voor inwoners van een hoger niveau) en anderen niet.
Wanneer aan de behoeften (de gewenste producten en gebouwen) voldaan wordt, kan het ontwikkelingsniveau stijgen naar een hoger niveau. Ook dient er bouwmateriaal voor de inwoners beschikbaar te zijn om de huizen uit te breiden. Als om bepaalde redenen (zoals aanvallen van vijanden of een verbroken handelsverdrag) niet meer voldaan kan worden aan de noodzakelijke behoeften van de inwoners zal het ontwikkelingsniveau terugvallen naar een lager niveau. Bij pioniers (het laagste niveau) zullen de huizen instorten aangezien er geen lager niveau is om naar terug te vallen.
Het niveau van de aristocraten is het hoogste niveau en kan niet bereikt worden door te voldoen aan de behoeften van één niveau lager (kooplieden) en genoeg bouwmateriaal beschikbaar te stellen. De huizen voor aristocraten dienen zelf gebouwd te worden wanneer er voldoende inwoners op het niveau van kooplieden zijn (de populatie dient te bestaan uit ten minste 1900 kooplieden). De huizen van aristocraten kunnen instorten wanneer aan hun behoeften niet voldaan wordt.

### Diplomatie
Diplomatie biedt de speler verschillende manieren om de betrekkingen met andere spelers te onderhouden, zoals handelsverdragen, vredesverdragen of militaire bondgenootschappen.
Een handelsverdrag is noodzakelijk om goederen te kunnen uitwisselen met andere spelers (behalve bij de Venetianen en piraten). Wanneer spelers regelmatig handel drijven met elkaar is de kans groter dat dit kan overgaan in een militair bondgenootschap: bij een oorlog zijn deze spelers dan bondgenoten. Het sluiten van een vredesverdrag geeft aan dat de spelers elkaar niet zullen aanvallen of de oorlog verklaren. Om de verstandhouding te verbeteren is het ook mogelijk een premie aan een andere speler te betalen of deze zelf te eisen.
Daarnaast kunnen diplomatieke berichten verstuurd worden om een tegenspeler te beïnvloeden: een verzoek tot uitstel van betaling, een oorlogsdreigement, vleierij (om de ander gunstig te stellen), een belediging, of een verzoek tot een wapenstilstand.
Om te voorkomen dat de rondzwervende piraten de nederzettingen aanvallen, kan men een geldbedrag betalen. Ook kunnen de piraten ingehuurd worden om een tegenspeler aan te vallen (eveneens in ruil voor een geldbedrag).

### Handel
Het verhandelen van goederen vindt doorgaans plaats bij het pakhuis van een nederzetting. Handel bij de warenhuizen van een nederzetting kan met behulp van een verkenner met pakezel. Deze vervoert de goederen over land naar het warenhuis (zo heeft een inheems volk soms geen pakhuis aan het water en leeft het verder landinwaarts).
Per nederzetting kan de speler instellen welke goederen er gekocht en verkocht kunnen worden (deze zijn te verhandelen bij alle pakhuizen en warenhuizen van die nederzetting). Hierbij kan de maximale hoeveelheid en de prijs worden ingesteld. Het succes van deze manier van handelen is gebaseerd op vraag en aanbod: gewilde producten zullen eerder verkocht worden dan minder gewilde producten. Ook de prijs kan de (ver)koop beïnvloeden. Hierna is het wachten op langskomende (ver)kopers, zoals handelspartners en de Venetianen.
Anno 1503 bevat de volgende manieren van handel drijven:
- Handel op basis van een handelsverdrag: Nadat een handelsverdrag is gesloten met een tegenspeler kan men goederen uitwisselen met die speler. De goederen kunnen per schip vervoerd worden van en naar de pakhuizen van die speler.
- Handel drijven met de Venetianen: De Venetianen zijn een rondzwervend volk waarmee zonder handelsverdrag handel gedreven kan worden. Ze hebben meestal geen nederzetting maar ze verhandelen producten die ze tijdens hun reizen zijn tegengekomen (door handel met andere spelers). Hun schepen varen geregeld langs en ze proberen zo veel mogelijk winst te maken bij elke transactie. De goederen die zij willen in- of verkopen worden bepaald door de vraag en het aanbod bij andere nederzettingen.
- Ruilhandel met volkeren: Met inheemse volken kan men ruilhandel drijven: goederen van dezelfde waarde kunnen geruild worden bij een pakhuis of warenhuis.
- Handel drijven met piraten: Bij een piratennest zijn gestolen goederen te koop maar de kans bestaat dat het schip aangevallen wordt wanneer het in de buurt van het pakhuis komt. Een ongewapend schip dat met de witte vlag vaart, heeft een kleinere kans om aangevallen te worden.

Naarmate de speler handel drijft met meerdere nederzettingen en met meerdere schepen kan het lastig worden om dit handmatig aan te sturen. Om dit op te lossen kan men automatische handelsroutes in stellen. Per schip kan een handelsroute ingesteld worden die automatisch uitgevoerd wordt. Een schip bezoekt tijdens een handelsroute één of meerdere nederzettingen (van handelspartners of de Venetianen). Het laden en lossen gebeurt automatisch voor zover mogelijk (als een pakhuis niet de gewenste goederen bezit, zal het schip onverrichter zake zijn route vervolgen).

### Kennis en onderzoek
| Maximale kennis | Vereisten                                   |
| --------------- | ------------------------------------------- |
| 20              | 50 kolonisten + school                      |
| 25              | 170 kolonisten + school                     |
| 50              | 200 burgers + school                        |
| 70              | 600 burgers + universiteit en/of school     |
| 80              | 600 burgers + universiteit + bibliotheek    |
| 90              | 750 kooplieden + universiteit               |
| 100             | 750 kooplieden + universiteit + bibliotheek |

Door scholen, bibliotheken en universiteiten te bouwen stijgt de kennis van de bevolking die men kan gebruiken om onderzoek te doen naar nieuwe technologieën, meer luxueuze producten en betere wapens. Hierdoor kan men ook nieuwe gebouwen verkrijgen. Deze kennis kan (samen met een geldbedrag) besteed worden aan een bepaald onderzoek. Er kan onderzoek verricht worden in de volgende richtingen:
- Wapenproductie: Het uitvinden en verbeteren van wapens en ander oorlogsmateriaal.
- Militaire versterkingen: Het uitvinden en verbeteren van verdedigingsmuren, bewapening en harnassen.
- Scheepsbouw: Het vergroten van schepen en het gebruik van scheepskanonnen.
- Stedenbouw: Verbeteringen aan de infrastructuur en andere producten voor de bevolking.

In een school kan onderzoek gedaan worden naar bepaalde technologieën en richtingen; in een universiteit kan naar alle richtingen onderzoek gedaan worden. Het bouwen van een bibliotheek verhoogt de kennis in een stad maar daar kan geen onderzoek gedaan worden.
De maximale hoeveelheid kennis in een nederzetting wordt bepaald door het ontwikkelingsniveau van de bevolking en de grootte van de populatie (zie tabel).

### Oorlogvoering
Spelers kunnen elkaar om verschillende redenen de oorlog verklaren, zoals het bouwen van een pakhuis en daarmee een nederzetting op een eiland van de tegenspeler of het aanvallen van schepen of nederzettingen. Het spel bevat veertien verschillende militaire eenheden en 26 verbeteringen die door middel van onderzoek kunnen worden verkregen. Een nederzetting kan worden beschermd door verdedigingswerken te bouwen:
- forten: in kleine, middelgrote en grote forten kunnen soldaten, verkenners en hospikken worden opgeleid. De wapens voor een soldaat worden meestal bij een smederij geproduceerd. In een groter fort is de kwaliteit van de opleiding beter en daardoor is ook de kwaliteit van een opgeleide soldaat hoger. Soldaten doen ervaring op tijdens gevechten waardoor ze sterker worden.
- versterkingen zoals muren en stadsmuren, uitkijk- en geschuttorens. Deze vertragen de vijand bij een aanval op de nederzetting. Op de muren kunnen boogschutters

worden gezet om de vijanden op afstand aan te vallen.
Tijdens landgevechten kunnen de eenheden formaties aannemen om zo beter te kunnen aanvallen of verdedigen. De eenheden lopen hierbij in een bepaald patroon, zoals een cirkel, vierkant, lijn, driehoek, in twee rijen naast elkaar of een aangepast patroon.
Oorlogsschepen kunnen met scheepskanonnen worden uitgerust om een vijandelijk schip aan te vallen. Daarnaast kunnen zij legereenheden vervoeren om deze af te zetten op een eiland van een tegenspeler. Handelsschepen met kanonnen kunnen de goederen ook verdedigen.

### Rampen
Naast problemen door verkeerde strategische keuzes (wat bijvoorbeeld kan resulteren in geldgebrek) kunnen de nederzettingen in de loop van het spel getroffen worden door de volgende (natuur)rampen:
- Droogte: droogte zorgt voor het opdrogen van landbouwvelden met een slechtere oogst van de gewassen tot gevolg. Nadat de droogte voorbij is, kunnen de velden opnieuw beplant worden.
- Brand: een brand in de nederzetting kan veroorzaakt worden door grote overvolle nederzettingen met houten huizen, een vulkaan, een rel, een oorlog of een onverwachte gebeurtenis. Het bouwen van meerdere brandweerkazernes zorgt ervoor dat de brand snel bestreden kan worden.
- De pest: Het uitbreken van de pest in een nederzetting kan resulteren in een epidemie als er geen dokters aanwezig zijn om de zieken te genezen.
- Vulkaanuitbarsting: Een vulkaan kan een te dichtbijgelegen nederzetting gedeeltelijk of geheel vernietigen bij een uitbarsting.

### Volkeren
De volgende volkeren bewonen eilanden in Anno 1503 (samen met informatie over hun locatie en de goederen die zij willen verhandelen bij (ruil)handel):
| Volk        | Woongebied                 | Verkoop                                           | Inkoop     |
| ----------- | -------------------------- | ------------------------------------------------- | ---------- |
| Afrikanen   | steppe, oerwoud            | geneeskrachtige kruiden                           | tabak      |
| Azteken     | oerwoud                    | goud                                              | specerijen |
| Bedoeïenen  | steppe                     | specerijen                                        | zout       |
| Eskimo's    | poolgebieden               | lampolie                                          | stof       |
| Indianen    | prairie, noordelijke zones | stof                                              | tabak      |
| Mongolen    | toendra, noordelijke zones | ijzer                                             | alcohol    |
| Moren       | steppe, oerwoud            | edelstenen                                        | zijde      |
| Polynesiërs | steppe, oerwoud            | zijde                                             | zout       |
| Venetianen  | noordelijke zones          | allerlei                                          | allerlei   |
| Piraten     | alle zones                 | producten zoals voedsel, alcohol en gestolen waar | -          |

## Spelmodi
Anno 1503 bevat de volgende spelmodi:
- Rondleidingen: Hier kan een speler die onbekend is met Anno 1503 de basisvaardigheden leren in enkele scenario's waar de speler stap voor stap aan de hand wordt genomen bij het stichten en leiden van een nederzetting, het uitvoeren van diplomatieke en militaire handelingen en het verhandelen van goederen. Ook bevat het spel een helpmenu waar de speler tijdens het spelen informatie kan opvragen (zoals de huidige doelstellingen, informatie over een gebouw of de productieketen van een bepaald product)
- Doorlopend spel: In een doorlopend spel zijn er geen vooraf vastgestelde doelen die de speler dient te bereiken maar kan hij/zij een zo mooi mogelijk rijk opbouwen op een groep eilanden. Doorlopende spelen verschillen in moeilijkheidsgraad: in een makkelijk spel begint de speler met veel geld en grondstoffen, zijn de eilanden rijk aan grondstoffen en vormen rampen en andere spelers (zoals piraten) geen dreiging terwijl op een moeilijk niveau het tegenovergestelde het geval is.
- Scenario's: In een scenario wordt een situatie geschetst waarin de speler een doel dient te bereiken onder die omstandigheden. Zo kan een ziekte de nederzettingen teisteren of kan een tegenspeler last veroorzaken (door bijvoorbeeld een oorlogsverklaring of door het verbreken van een handelsverdrag).
- Campagnes: In een campagne dient de speler doelstellingen te bereiken die deel uitmaken van een verhaal dat tussen het spelen door verteld wordt met behulp van korte filmpjes of stilstaande beelden. Zodra de speler de doelstellingen bereikt heeft, vervolgt het verhaal en de speler krijgt nieuwe doelstellingen.

## Ontbreken van multiplayer
Oorspronkelijk zou Anno 1503 een multiplayer-spelmodus bevatten waar meerdere spelers online over het internet of over een LAN tegen of met elkaar konden spelen. Deze multiplayer-modus heeft veel problemen gekend wat uiteindelijk resulteerde in het stopzetten van de ontwikkeling ervan.

### Ontwikkeling
Bij de eerste Duitse versie van het spel was een onofficieel programma, AnnoNetTool.exe, bijgeleverd waarmee in principe een multiplayerspel mogelijk was maar het zorgde voor te veel problemen waardoor het uit versie 1.04.02 weggelaten werd. Toen de Duitse versie werd uitgebracht was de verwachting dat de multiplayer-modus voltooid zou zijn in november 2002. Hierin zouden enkele aangepaste scenario's beschikbaar zijn die echter niet het Anno 1503-gevoel konden geven zoals in een langdurig spel. Een 56k-modem zou voldoende moeten zijn, hoewel de speler die als server fungeerde (de host) bij voorkeur een ISDN-verbinding zou moeten hebben (wanneer acht spelers meedoen).
Bij het uitbrengen van het spel werd bekendgemaakt dat de multiplayer-modus toegevoegd zou worden als een gratis patch met multiplayerondersteuning voor twee tot acht spelers. De spelers zouden met of tegen elkaar kunnen spelen in speciaal daarvoor bestemde scenario's of in een doorlopend spel. Als er minder menselijke spelers waren dan aanwezige spelers in een gekozen spel, werd hun rol vervuld door de kunstmatige intelligentie van het spel zelf. Met behulp van GameSpy of met een IP-adres konden spelers met elkaar verbinding maken. Ook zou men een online spel op kunnen slaan zodat het op een later tijdstip verder gespeeld kon worden. De multiplayer-modus kon toen echter niet langer dan twee uur stabiel draaien voordat er weer problemen optraden.
In maart 2003 waren een heleboel bugs opgelost maar vele anderen waren moeilijker en bleken meer tijd te vergen dan aanvankelijk gedacht. Sommige bugs werden pas na weken testen getraceerd en verholpen. In augustus 2003 begon een besloten betatest onder enkele Duitse spelers.
Na de eerste zes maanden van ontwikkeling hadden de ontwikkelaars, Sunflowers, niet de intentie ermee op te houden; een half jaar later werd duidelijk dat de problemen te groot waren om op te lossen. Op 8 maart 2004 liet Sunflowers weten dat ze samen met Max Design hadden besloten de ontwikkeling van de multiplayer-modus stop te zetten wegens de onoplosbare problemen. Iets meer dan een week later, op 17 maart, bood Sunflowers aan de fans van het spel haar excuses aan voor het definitief ontbreken van multiplayer voor Anno 1503 en de valse hoop die werd gegeven door de uitgebrachte nieuwsberichten over de in ontwikkeling zijnde multiplayer-modus.

### Problemen
Al bij het begin van de ontwikkeling deden zich problemen voor: DirectPlay, dat onderdeel is van DirectX, bleek niet geschikt voor een multiplayer-modus voor zes tot acht spelers in Anno 1503. De ontwikkelaars moesten daarom een eigen systeem ontwikkelen. Het werk aan het singleplayergedeelte (de campagnes en scenario's) van het spel vergde ook veel tijd waardoor besloten werd eerst de essentiële onderdelen van het spel te voltooien en de multiplayer-modus later uit te brengen.
Ondertussen ging het testen van de multiplayer-modus wel door, maar bepaalde problemen bleven hardnekkig, zoals de overdracht van de gegevens tussen de computers. Alle deelnemende computers dienden het verloop van het spel tegelijkertijd uit te rekenen. Door de complexiteit van het spel resulteerde dit in asynchroniteit tussen de spellen, zowel op het internet als op een lokaal netwerk: de handelingen die spelers pleegden werden niet synchroon uitgevoerd op alle deelnemende computers. De ingebouwde optie die deze asynchrone situaties moest herkennen, bleek dit niet altijd te doen. Dit had tot gevolg dat de werelden zich op de verschillende computers anders ontwikkelden.
Daarnaast ontstonden problemen door de incompatibiliteit tussen verschillende Windows-versies. Wanneer spelers met verschillende Windows-besturingssystemen (zoals Windows 98, Windows Me, Windows 2000 of Windows XP) deelnamen aan een multiplayerspel, deden de problemen met de asynchroniteit zich weer voor. De programmacode maakte namelijk gebruik van aanroepen die specifiek tot een besturingssysteem behoorden.
Een ander probleem was de grootte van de populatie. In de singleplayer-modus kunnen spelers een populatie bereiken van 50.000 personen; in de multiplayer-modus kon dit verder oplopen. De systeemvereisten voor het spel namen hierdoor enorm toe. Uit testen bleek dat een gevorderd spel met twee spelers processors van 3 gigahertz vereiste om het speelbaar te houden. Op minder krachtige computers kon de framerate terugvallen naar 15 fps (frames per seconde) wat synchroniteitsproblemen gaf.

## Vergelijking met Anno 1602
In vergelijking met Anno 1602, het spel waar Anno 1503 de opvolger van is, zijn (onder andere) de volgende zaken veranderd:
- Inwoners van de nederzetting betalen niet langer belasting maar inkomen wordt verkregen uit verkopen bij kraampjes.
- Huizen hebben interne paden waardoor gebouwen niet langer aan een straat gelegen hoeven te zijn.
- De eilanden, werelden en steden zijn groter dan in Anno 1602. De speler heeft meer bevolking nodig om de nederzetting goed te laten functioneren en rendabel te laten te zijn.
- Nieuwe goederen, producten (waaronder historisch accurate voorwerpen die ontbraken in Anno 1602), negen volkeren en zes klimaatzones.
- Aristocraten zijn nu een apart ontwikkelingsniveau en niet langer de opvolgers van kooplieden. De huizen voor aristocraten dienen zelf gebouwd te worden waardoor de speler de keuze heeft of hij/zij aristocraten in zijn/haar nederzetting(en) wil laten wonen. Aristocraten zijn wellicht niet meer de ideale inwoners van een nederzetting.
- De werking van verzorgingsgebieden (het gebied waarbinnen een faciliteit zijn diensten uitvoert of aanbiedt) is aangepast: huizen dienen nog steeds binnen het verzorgingsgebied van een faciliteit gebouwd te worden maar het maakt niet langer uit waar in dat gebied het huis zich bevindt.
- Er kan onderzoek gedaan worden naar gebouwen, producten en verbeteringen - dit was geheel afwezig in Anno 1602.
- Militaire zaken zijn iets belangrijker in Anno 1503, met name in de campagne. De kunstmatige intelligentie van Anno 1503 is verbeterd, maar qua tegenstand vergelijkbaar met Anno 1602 wanneer de speler de strategieën en tactieken van de tegenspeler doorheeft.
- Reliëf is beter uitgewerkt. Op een eiland heb je nu verschillende hoogtes.

## Ontvangst
| \| Recensiescore \| Recensiescore \| \| Publicist \| Score \| \| --------------- \| ------------- \| \| Power Unlimited \| 84/100[4] \| |        |
| Recensiescore |        |
| Publicist | Score  |
| Power Unlimited | 84/100 |